# Championnat d'Afrique du Sud de Formule 1 1963
Navigation
1962 1964
Le Championnat d'Afrique du Sud de Formule 1 1963 est la 11e saison du Championnat d'Afrique du Sud des pilotes et la troisième avec des monoplaces de type Formule 1. Bien que non organisée par la FIA, les monoplaces en suivent la réglementation officielle.
Les deux premières courses se déroulent en décembre 1962.
Neville Lederle remporte le titre de champion d'Afrique du Sud.

## Résultats
| no | Date         | Course              | Lieu             | Vainqueur         | Écurie            | Pole position   | Record du tour | Résumé |
| -- | ------------ | ------------------- | ---------------- | ----------------- | ----------------- | --------------- | -------------- | ------ |
| 1  | 15 décembre  | Grand Prix du Rand  | Kyalami          | Jim Clark         | Team Lotus        | Jim Clark       | Jim Clark      | Résumé |
| 2  | 22 décembre  | Grand Prix du Natal | Westmead         | Trevor Taylor     | Team Lotus        | Jim Clark       | Trevor Taylor  | Résumé |
| 3  | 30 mars      | Kyalami F1          | Kyalami          | Peter de Klerk    | Otelle Nucci      |                 |                |        |
| 4  | 15 avril     | Westmead F1         | Westmead         | Neville Lederle   | Neville Lederle   |                 |                |        |
| 5  | 8 juin       | Kyalami F1          | Kyalami          | Neville Lederle   | Neville Lederle   |                 |                |        |
| 6  | 22 juin      | Pietermaritzburg F1 | Pietermaritzburg | Syd van der Vyver | Syd van der Vyver |                 |                |        |
| 7  | 8 juillet    | East London F1      | East London      | Neville Lederle   | Neville Lederle   | Neville Lederle |                |        |
| 8  | 3 août       | Kyalami F1          | Kyalami          | Neville Lederle   | Neville Lederle   | Neville Lederle |                |        |
| 9  | 21 septembre | Killarney F1        | Killarney        | Neville Lederle   | Neville Lederle   |                 |                |        |
| 10 | 10 octobre   | Kyalami F1          | Kyalami          | Neville Lederle   | Neville Lederle   |                 |                |        |

## Référence
Résultats de la saison sur Motorsportmagazine